# Візантійсько-венеційський договір (1285)
Візантійсько-венеційський договір 1285 року — угода між Візантійською імперією та Венеційською республікою, яка відновила мирні відносини між двома державами.

## Передумови
Після того, як в 1261 році Міхаїл Палеолог в союзі з генуезцями, традиційними суперниками венеційців, відвоював Константинополь у Латинської імперії, відносини Венеції з відновленою Візантією були переважно складними і напруженими. Венеційці переважно підтримували будь-які сили, які намагались повернути Константинополь під контроль латинян. Проте після чергового охолодження візантійсько-генуезьких відносин, венеційцям вдалося укласти з Візантією мирний договір 1268 року, який дозволив венеційцям відновити прибуткову торгівлю на території Візантійської імперії, одночасно надавши візантійцям гарантії нейтральності зі сторони потужного венеційського флоту. У 1277 році мирний договір 1268 року було поновлено.
Після своєї вирішальної перемоги над Манфредом у битві при Беневенто в лютому 1266 року, Карл Анжуйський, тепер володар Сицилійського королівства у південній Італії, почав планувати реалізацію своїх амбіційних планів проти Константинополя. Його задуми були оприлюднені у Вітербському договорі в травні 1267 року, укладеному Карлом з номінальним латинським імператором Константинополя Балдуїном, папою і князівством Ахея. Карл пообіцяв допомогти Балдуїну повернути його столицю та території, які колись належали Латинській імперії, в обмін на кілька територіальних поступок в Егейському морі та на західних Балканах, а також на сюзеренітет над Ахйським князівством. Намагаючись залучити до цієї угоди обережних венеційців, їм пообіцяли повне відновлення прав, якими вони користувалися в Латинській імперії після 1204 року.
В цей час занепокоєний агресивними планами Карла і після відмови Венеції від укладення спільної угоди, Палеолог знову повернувся до співпраці з Генуєю і дозволив їй заснувати генуезьку колонію в Галаті, що розташовувалась на протилежному від Константинополя березі затоки Золотий Ріг.
Хоча венеційські представники в Ліоні голосно наголошували на тому, що Венеція все ще заявляє про свої права на території «Романії», дипломатична перевага була за Палеологом, і новий дож, Джакопо Контаріні, у 1276 році надіслав послів до Константинополя, щоб переглянути договір 1268 року. Ці зусилля призвели до угоди, укладеної між Палеологом і венеційським посланцем Марко Бембо 19 березня 1277 року. Примітно, що ця угода була сформульована не як угода, а скоріше як хрисовулл, дарча грамота, надана візантійським  імператором Венеції. Однак, враховуючи нестабільну міжнародну ситуацію, її строк був обмежений двома роками.  Після закінчення терміну дії, вона не була продовжена і в 1281 році обережні венеційці за договором в Орвієто нарешті увійшли до антивізантійської коаліції Карла, причому на квітень 1283 року було заплановано початок експедиції проти Константинополя. За умовами договору в Орвієто між Венецією та Візантією відновлювався стан війни. Спалах Вечірні зруйнував шанси венеційців відновити своє привілейоване становище, і на час воєнного стану їхня торгівля зі Сходом була перервана на користь генуезців.  
Однак в березні 1282 року задумам Карла було завдано фатального удару повстанням на Сицилії та наступною війною з арагонцями на чолі з Педро III. Зрозумівши бесперспективність подальшого антивізантійського союзу з Карлом та через економічні проблеми, що виникли через її відсторонення від торгівлі та транспортування зерна з Чорного моря, у 1283 році Венеція почала переговори про укладення договору з новим візантійським імператором Андроніком II Палеологом. Після тривалих переговорів у липні 1285 року було укладено остаточний десятирічний мирний договір, який по суті поновлював угоду 1277 року.

## Договір
Після довгих переговорів договір було укладено в червні 1285 року в Константинополі та незабаром ратифіковано у Венеції. Він повторював умови двох попередніх договорів, часто дослівно, але мав значно довший термін дії — десять років. Він відновив право венеційців на торгівлю в Імперії, з правом проходу до Чорного моря та правом на власні квартали в Константинополі та Фессалоніках, визначав становище і імперії суперника Венеції — Генуезької республіки та зобов'язував обидві сторони не вступали в союзи з державами, ворожими одна одній. У рамках угоди Андронік заплатив одноразову суму, щоб задовольнити претензії Венеції щодо компенсації за порушення попередніх договорів. Після угоди Андронік II розпустив візантійський флот, що мало катастрофічні довгострокові наслідки. Мир між Венецією та Візантією тривав до початку венеційсько-генуезької Війни Курцоли, під час якої венеційці атакували генуезців у візантійських водах, втягнувши Візантію у війну. Лише в 1302 році було укладено ще один візантійсько-венеційський договір, який поклав край конфлікту.